# 1814 pr. n. št.

## Smrti
- Amenemhet III., faraon Dvanajste egipčanske dinastije (* ni znano)